# Knooppunt Antwerpen-Oost
Het knooppunt Antwerpen-Oost, in de volksmond bekend als de Hollandse Knoop, is een Belgisch verkeersknooppunt in de Ring rond Antwerpen. De A13/E34 E313 vanuit Eindhoven, Luik en Aken komt hier uit op de R1.
De vorm van knooppunt Antwerpen-Oost is die van een turbineknooppunt. Enkele turbinelussen missen echter, waarmee dit een onvolledig knooppunt is. Er is geen verbinding tussen de R1 en de A13 naar Borgerhout (Turnhoutsebaan). Omwille van de Oosterweelverbinding is voorzien om deze knoop in de toekomst aan te passen.

## Aansluitende wegen
| Aansluitende wegen        | Aansluitende wegen                             | Aansluitende wegen                               | Aansluitende wegen | Aansluitende wegen |
| ------------------------- | ---------------------------------------------- | ------------------------------------------------ | ------------------ | ------------------ |
|                           |                                                | richting Haven van Antwerpen / Breda / Rotterdam |                    |                    |
|                           |                                                |                                                  |                    |                    |
| richting R10 / Borgerhout | richting Turnhout / Hasselt / Eindhoven / Luik |                                                  |                    |                    |
|                           |                                                |                                                  |                    |                    |
|                           |                                                | richting Mechelen / Brussel / Gent               |                    |                    |

Aalbeke · Antwerpen-Centrum · Antwerpen-Haven · Antwerpen-Noord · Antwerpen-Oost · Antwerpen-West · Antwerpen-Zuid · Arquennes · Battice · Beaufays · Beveren · Bois-d'Haine · Brugge · Cerexhe · Charleroi-Nord · Charleroi-Sud · Cheratte · Daussoulx · Destelbergen · Doornik · Familleureux · Fexhe-Slins · Gent-Centrum · Gouy · Grâce-Hollogne · Groot-Bijgaarden · Hautrage · Hauts-Sarts · Heppignies · Heverlee · Hoog-Itter · Houdeng-Goegnies · Jabbeke · Jemappes · Kortrijk-West · Kortrijk-Zuid · Leonardkruispunt · Loncin · Lummen · Machelen · Marcinelle · Marquain · Merelbeke · Moorsele · Neufchâteau · Ranst · Sint-Stevens-Woluwe · Strombeek-Bever · Thiméon · Ville-sur-Haine · Vottem · Wilrijk-Valaar · Zaventem · Zwijnaarde